# 110 Virginis
110 Virginis (110 Vir / HD 133165 / HR 5601 / HIP 73620) es una estrella en la constelación de Virgo situada casi en el límite con Serpens Caput. Tiene magnitud aparente +4,40 y se encuentra a 184 años luz del sistema solar.
110 Virginis es una gigante naranja de tipo espectral K0.5IIIb con una temperatura superficial de 4700 K. 
Su luminosidad es 79 veces mayor que la del Sol y tiene un radio 13 veces más grande que el radio solar. Es una estrella de características semejantes a otras gigantes naranjas más conocidas como Menkent (θ Centauri), Nash (γ2 Sagittarii) o α Monocerotis, todas ellas más brillantes por estar más cerca de la Tierra. La velocidad de rotación de 110 Virginis es de 2,24 km/s. Clasificada como una posible estrella variable (NSV 20230), estudios subsiguientes no han confirmado dicha variabilidad.
Las variaciones en la velocidad radial de 110 Virginis muestran una periodicidad de 512 días, si bien no es posible distinguir si dicha variación es debida a mecanismos intrínsecos (pulsaciones de la propia estrella) o extrínsecos (presencia de una compañera subestelar).